# PRNP
PRNP (англ. Prion protein) – білок, який кодується однойменним геном, розташованим у людей на короткому плечі 20-ї хромосоми. Довжина поліпептидного ланцюга білка становить 73 амінокислот, а молекулярна маса — 8 691.
| 10         |  | 20         |  | 30         |  | 40         |  | 50         |
| ---------- |  | ---------- |  | ---------- |  | ---------- |  | ---------- |
| MEHWGQPIPG |  | AGQPWRQPLP |  | TSGRWWLGAA |  | SWWWLGAASW |  | WWLGAAPWWW |
| LGTASWWWLG |  | SRRWHPQSVE |  | QAE        |  |            |  |            |

A: Аланін

E: Глутамінова кислота

G: Гліцин

H: Гістидин

I: Ізолейцин

L: Лейцин

M: Метіонін

P: Пролін

Q: Глутамін

R: Аргінін

S: Серин

T: Треонін

V: Валін

Локалізований у мембрані, мітохондрії, зовнішній мембрані мітохондрій.